# Birkkarspitze
La Birkkarspitze est un sommet des Alpes, à 2 749 m, point culminant du massif des Karwendel, et précisément du chaînon de Hinterautal-Vomper, en Autriche (Tyrol).

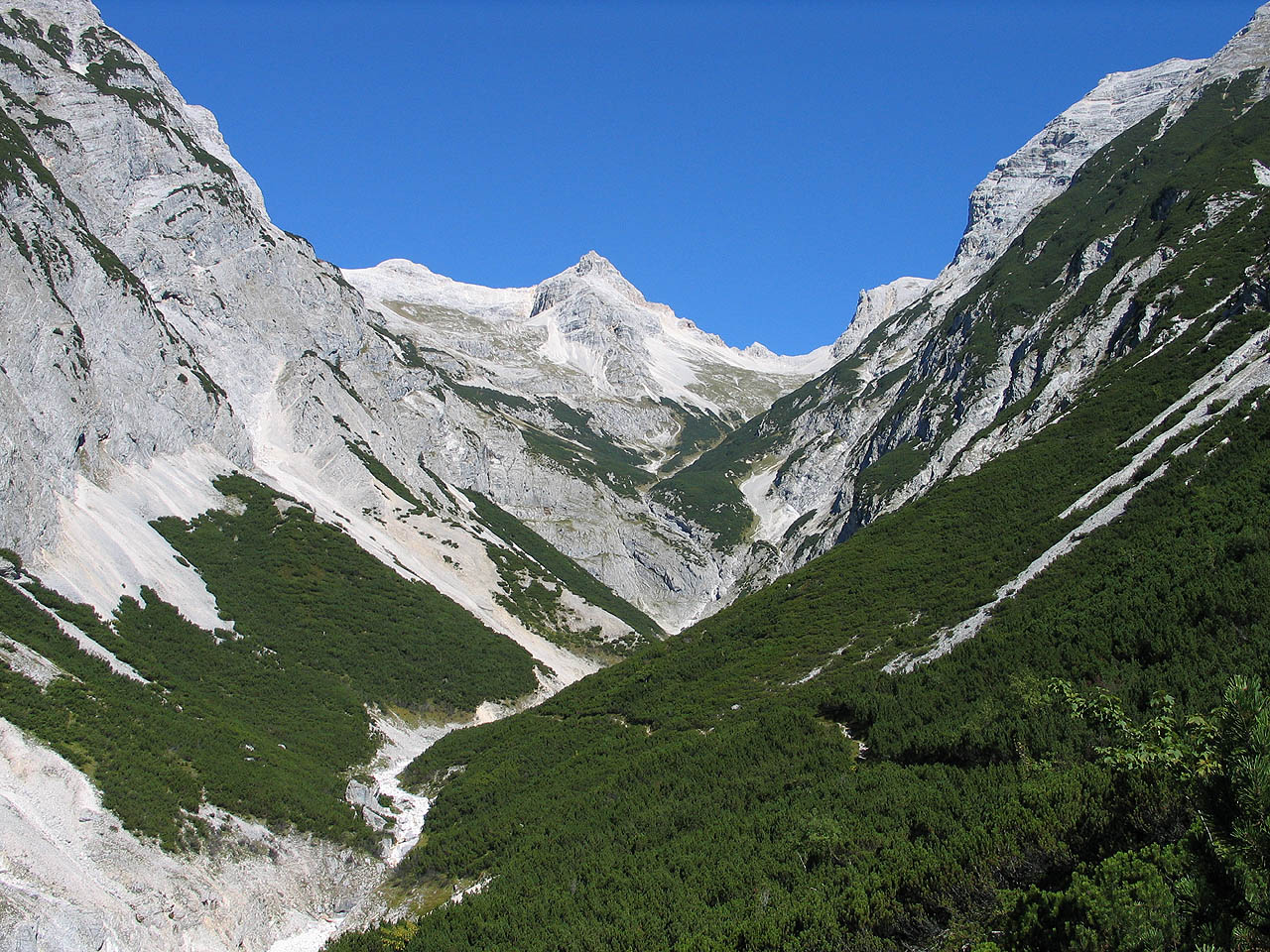
Vue du sud.